# Gmina Aars
Gmina Aars (duń. Aars Kommune) - istniejąca w latach 1970-2006 gmina w Danii w  okręgu północnej Jutlandii (Nordjyllands Amt). Siedzibą władz gminy było miasto Aars. Gmina Aars została utworzona 1 kwietnia 1970 na mocy reformy podziału administracyjnego Danii. Po kolejnej reformie administracyjnej w roku 2007 weszła w skład nowej gminy Vesthimmerland.

## Dane liczbowe
- Liczba ludności: (♀ 6629 + ♂ 6655) = 13 284
  - wiek 0-6: 8,5 %
  - wiek 7-16: 14,7 %
  - wiek 17-66: 62,5 %
  - wiek 67+: 14,3 %
- zagęszczenie ludności: 59,8 osób/km²
- bezrobocie: 4,3 % osób w wieku 17-66 lat
- cudzoziemcy z UE, Skandynawii i USA: 83 na 10 000 osób
- cudzoziemcy z krajów Trzeciego Świata: 190 na 10 000 osób
- liczba szkół podstawowych: 6 (liczba klas: 91)